# Ciclón Zoe
El ciclón tropical severo Zoe fue el segundo ciclón tropical más intenso registrado en el hemisferio sur y fue el ciclón tropical más fuerte del mundo en 2002. El sistema se observó por primera vez el 23 de diciembre de 2002 como una depresión tropical que se había desarrollado en el Pacífico Sur. Zona de convergencia al este de Tuvalu. Durante los dos días siguientes, el sistema se movió hacia el suroeste y cruzó la línea internacional de cambio de fecha el 25 de diciembre temprano. Después de esto, el sistema se organizó mejor y se declaró que era un ciclón tropical y se llamó Zoe ese mismo día. Posteriormente, Zoe se intensificó rápidamente en condiciones muy favorables mientras continuaba moviéndose hacia el oeste-suroeste hacia las Islas Salomón. Posteriormente, el sistema se convirtió en un ciclón tropical de categoría 5 tanto en la escala de intensidad de ciclones tropicales de Australia como en la escala de huracanes de Saffir-Simpson el 27 de diciembre. Posteriormente, el sistema afectó a la provincia de Temotu de las Islas Salomón durante ese día, antes de alcanzar su punto máximo con 10 minutos sostenidos. velocidades del viento de 240 km/h (150 mph). Cuando el sistema alcanzó su punto máximo, realizó un pequeño bucle ciclónico en el sentido de las agujas del reloj en las cercanías de la isla Tikopia, como resultado de que el flujo de dirección sobre el ciclón se volvió débil y variable. Posteriormente, el sistema comenzó a moverse hacia el sureste durante el 29 de diciembre, en respuesta a un flujo de dirección reforzado, proporcionado por una vaguada de nivel superior de baja presión y un sistema baroclínico cerca de Nueva Caledonia. Durante los días siguientes, el sistema se debilitó y degeneró en una depresión tropical durante el 1 de enero de 2003. Posteriormente, el sistema se observó por última vez el 4 de enero, mientras estaba ubicado al sureste de Nueva Caledonia.
El ciclón Zoe afectó gravemente a zonas de Rotuma, las Islas Salomón y Vanuatu. Las fuertes lluvias y los fuertes vientos fueron particularmente desastrosos para las Islas Salomón, especialmente en las islas de Anuta y Tikopia. Allí se destruyeron numerosos cultivos y árboles frutales. Las playas también fueron fuertemente erosionadas debido a las altas olas generadas por el ciclón. Aunque los efectos fueron menores en Vanuatu, las islas más septentrionales del país sufrieron fuertes inundaciones y playas destruidas por las olas. Después de este uso del nombre Zoe, el nombre fue retirado.

## Historia meteorológica
Los orígenes del ciclón tropical severo Zoe se remontan a un cúmulo de nubes convectivas que se había desarrollado el 22 de diciembre de 2002 dentro de la Zona de Convergencia Intertropical (ZCIT) al norte de las Islas Samoa. El sistema emergió posteriormente de la Zona de Convergencia Intertropical (ZCIT) y fue clasificado como depresión tropical 04F, mientras estaba ubicado al este de Funafuti en Tuvalu. Durante los siguientes días, el sistema se dirigió hacia el oeste-suroeste, bajo la influencia de una dorsal subtropical de niveles medios de alta presión.
Tras cruzar la línea internacional de cambio de fecha la madrugada del 25 de diciembre, la convección atmosférica en torno a 04F aumentó y el sistema se organizó mejor. En ese momento, la cizalladura vertical del viento sobre el sistema disminuyó rápidamente, mientras que el flujo de salida del sistema mejoró significativamente. Como resultado, el Centro Conjunto de Alerta de Tifones (JTWC) de los Estados Unidos emitió una Alerta de Formación de Ciclón Tropical sobre el sistema, antes de iniciar avisos sobre el sistema y designarlo como ciclón tropical 06P. Más tarde ese día, a las 21:00 UTC (08:00 26 de diciembre SIT), el FMS informó que la depresión se había convertido en un ciclón tropical de categoría 1, en la escala australiana y lo nombró Zoe. En ese momento, el sistema estaba ubicado a unos 220 km (136,7 mi) al noroeste de la dependencia de Fiji; Rotuma y se movía hacia el oeste a unos 18 km/h (11,2 mph).
Después de recibir nombre, Zoe se intensificó muy rápidamente en condiciones muy favorables y se convirtió en un ciclón tropical severo de categoría 3 a las 12:00 UTC (23:00 SIT) del 26 de diciembre. Posteriormente, el ojo de Zoe se hizo evidente en las imágenes satelitales visibles e infrarrojas, mientras el sistema continuaba intensificándose y se convirtió en un ciclón tropical severo de categoría 5 durante el 27 de diciembre. El 27 de diciembre, el JTWC informó que Zoe se había convertido en el equivalente a un huracán de categoría 5 en la escala de huracanes de Saffir-Simpson, ya que alcanzó velocidades del viento de 1 minuto de 285 km/h (180 mph) y pasó a unos 50 km (31,1 mi) al sureste de la Isla Salomón: Anuta. Posteriormente, Zoe giró hacia el suroeste y pasó entre las Islas Salomón de Anuta y Fataka, mientras la dorsal subtropical se debilitaba en respuesta a una vaguada de baja presión en los niveles superiores sobre el Mar de Tasmania. A primera hora del 28 de diciembre, el FMS estimó que el sistema había alcanzado su punto máximo como un ciclón tropical severo de categoría 5, con vientos sostenidos de 10 minutos de 240 km/h (150 mph) y una presión mínima de 890 hPa (26.28 inHg). En ese momento, el flujo de dirección sobre el ciclón se había vuelto débil y variable, mientras el sistema pasaba a 30 km (18,6 mi) de la isla de Tikopia. Como resultado, Zoe prácticamente se detuvo y realizó un pequeño giro ciclónico en el sentido de las agujas del reloj, en las proximidades de Tikopia, sin embargo, el ojo del sistema no pasó sobre la isla.
Durante el 29 de diciembre, después de que el sistema se hubiera estancado, Zoe comenzó a moverse hacia el sureste en respuesta al fortalecimiento del flujo de dirección, proporcionado por un canal de baja presión en los niveles superiores y un sistema baroclínico cerca de Nueva Caledonia. Durante los siguientes días, el sistema se debilitó rápidamente bajo la influencia de: un fortalecimiento de la cizalladura vertical del viento, aire seco y temperaturas más frías de la superficie del mar. Durante el 31 de diciembre, mientras el sistema continuaba su movimiento hacia el sureste, pasó a unos 390 km (242,3 mi) al suroeste de Nadi, Fiji como un ciclón tropical de categoría 2. En ese momento, el sistema estaba transformándose en un ciclón extra tropical, mientras que la convección profunda que lo rodeaba había disminuido significativamente. Como resultado de un mayor debilitamiento, el JTWC emitió su advertencia final sobre Zoe el 1 de enero de 2003, mientras que el FMS informó que Zoe se había debilitado a depresión tropical. El sistema posteriormente se curvó y comenzó a moverse hacia el suroeste durante el 2 de enero, antes de ser declarado extratropical al interactuar con una baja presión extratropical ubicada sobre el mar de Tasmania. Posteriormente, el FMS detectó a Zoe por última vez el 4 de enero, mientras se encontraba a unos 367 km (228 mi) al sureste de Noumea, Nueva Caledonia.

### Intensidad
El FMS estimó que en su intensidad máxima Zoe era un ciclón tropical severo de categoría 5, con vientos sostenidos de 240 km/h (150 mph) durante 10 minutos y una presión mínima de 890 hPa (26.28 inHg). Zoe fue el ciclón tropical más intenso en el hemisferio sur hasta que un reanálisis de 2017 del ciclón Winston estimó una presión mínima de 884 hPa (26.1 inHg), superando a Zoe. El Centro Conjunto de Alerta de Tifones de los Estados Unidos informó que el sistema había alcanzado un pico con vientos sostenidos de 1 minuto de 285 km/h (180 mph) y una presión mínima de 879 hPa (25.96 inHg). Ambas estimaciones de intensidad se basaron en una aplicación subjetiva de la técnica Dvorak, ya que no hubo observaciones directas de la intensidad del sistema.

## Preparativos e impacto

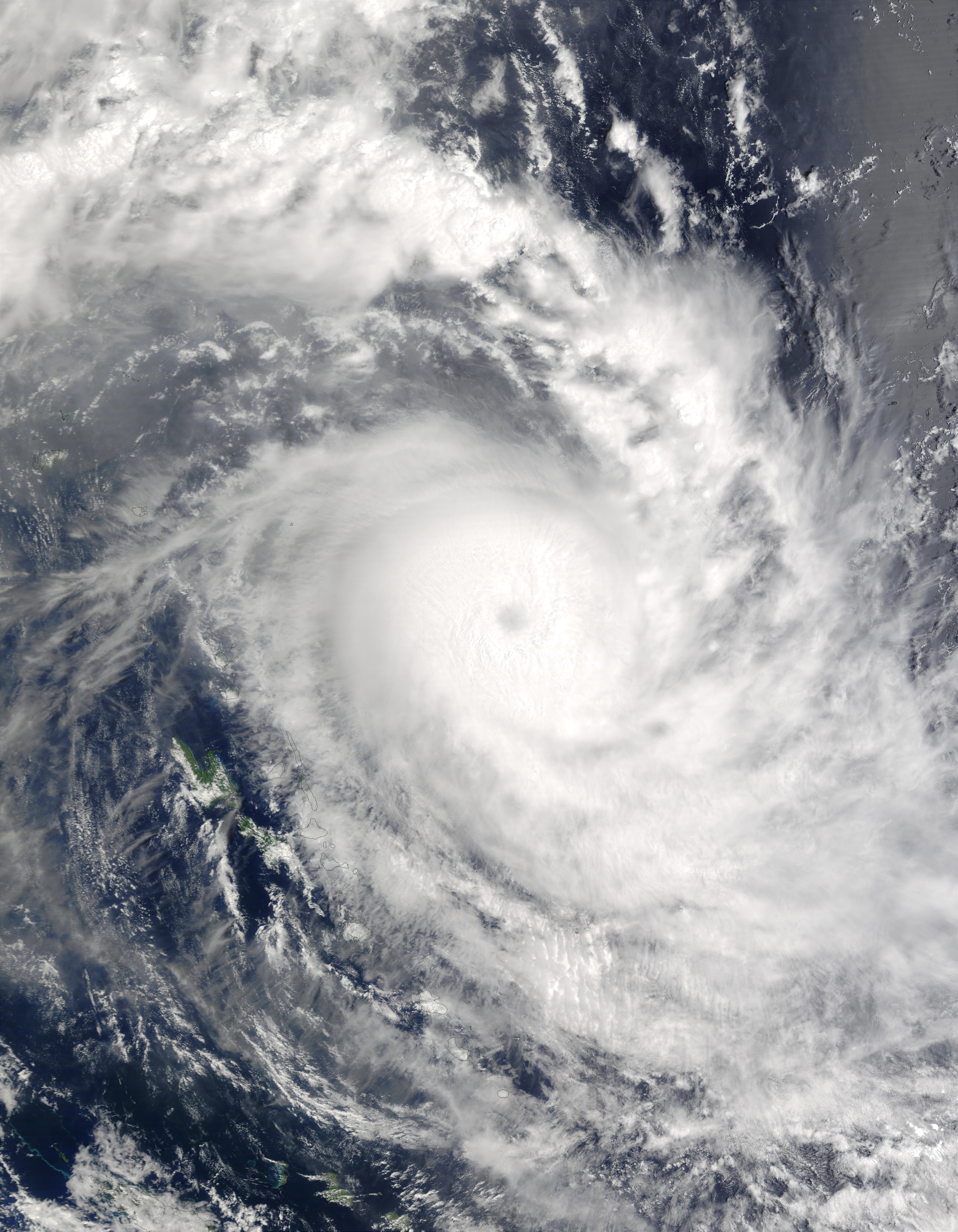
Ciclón Zoe cerca de Vanuatu el 29 de diciembre de 2002

El severo ciclón tropical Zoe afectó principalmente a las Islas Salomón de Anuta, Tikopia, Vanikoro, Utupua y la isla deshabitada de Fatutaka entre el 27 y el 30 de diciembre de 2002. El sistema y la vaguada de baja presión asociada afectaron posteriormente a Fiji y las islas del norte de Vanuatu. Sin embargo, no se reportaron muertes como resultado del severo ciclón tropical Zoe.
A primera hora del 26 de diciembre, tanto el RSMC Nadi como la TCWC Brisbane comenzaron a emitir avisos para apoyar a los servicios meteorológicos de Vanuatu y las Islas Salomón en el seguimiento del ciclón. El TCWC Brisbane canceló sus avisos para las Islas Salomón a última hora del 29 de diciembre, mientras que el RSMC Nadi continuó emitiendo avisos para Vanuatu hasta la madrugada del día siguiente. Debido a diversos problemas con el Servicio Meteorológico de las Islas Salomón, como el impago del alquiler de las oficinas donde trabajaban y la falta de suministro eléctrico, el TCWC Brisbane envió el primer aviso directamente a la Corporación de Radiodifusión de las Islas Salomón (SIBC) para que pudieran transmitirlos a través de su red. Estos se transmitieron únicamente en inglés. Tras confirmar que la SIBC recibía los avisos, el TCWC Brisbane comenzó a enviarles avisos cada 3 horas. Al día siguiente, se contactó a Radio Australia para que se hicieran los arreglos necesarios para que recibieran y transmitieran las alertas. La preocupación inicial de que los mensajes de alerta no se hubieran transmitido surgió porque no había comunicación por radio bidireccional con la gente de Tikopia ni de Anuta, por lo que las autoridades no tenían forma de saber qué información había recibido la gente ni de informarles de otra manera. Sin embargo, cuando se restablecieron las comunicaciones después de que pasara la amenaza del ciclón, se descubrió que algunas de las alertas se habían recibido cuando había recepción de onda corta disponible en varios momentos, hasta la tarde del 27 de diciembre, cuando se cortaron las comunicaciones. Aquellas personas que no pudieron entender las alertas fueron avisadas por mensajeros que iban de cabaña en cabaña y a las iglesias para avisar a la gente sobre la tormenta que se avecinaba. La gente comenzó a prepararse de inmediato cortando hojas de palma y troncos de plátano para intentar sostener y reforzar los techos y las paredes. Las celebraciones para celebrar el Año Nuevo se cancelaron o se trasladaron a cabañas comunales con la gente resguardándose en el interior. No hubo intentos de evacuación hasta que Zoe se volvió tan intenso que las viviendas estaban amenazadas de inundación inminente o habían comenzado a desmoronarse.
Aunque Zoe nunca tocó grandes masas de tierra, sí afectó a varias islas habitadas con una población total de alrededor de 1700 habitantes. Los daños más graves causados por Zoe se produjeron en Tikopia, que quedó completamente devastada. En Tikopia, ninguna casa quedó en pie después de que olas de 12 m (39,4 pies) y vientos de 320 km/h (198,8 mph) azotaran la pequeña isla. Según informes de prensa, la isla quedó totalmente devastada y solo quedó arena y escombros. Cinco días después del azote de la tormenta, se temía una pérdida considerable de vidas, ya que no se había establecido contacto con las islas más afectadas. Un fotógrafo que tomó imágenes aéreas de la devastación declaró que sería un milagro que no se produjeran grandes pérdidas humanas.
En Anuta, el 90% de las casas permanecieron intactas y el 70% de los cultivos sin daños. Se perdió la comunicación con la isla durante una semana. Vanuatu se inundó con agua de mar mientras los aldeanos recogían pescado de sus huertos.

### Fiyi
Durante el 26 de diciembre, el FMS emitió un fuerte aviso de viento para la dependencia fiyiana de Rotuma, donde se esperaban períodos de fuertes lluvias, tormentas eléctricas y ráfagas de viento de hasta 80 km (49,7 mi). La advertencia de viento fuerte fue cancelada posteriormente dos días después, antes de que se emitieran otras advertencias de viento fuerte para las islas Fiji de Viti Levu, Yasawa, Mamanuca, Kadavu, Vatulele y las islas cercanas más pequeñas a medida que el sistema se desplazaba hacia el sureste durante el 30 de diciembre. Durante el día siguiente, Zoe pasó a unos 335 km (208,2 mi) al oeste de Nadi, en la isla de Viti Levu, antes de que se cancelaran las advertencias de fuertes vientos al comenzar el año 2003. El sistema produjo fuertes lluvias en la mayoría de las islas de Fiji, así como vientos huracanados fuertes y marginales en las partes occidental y suroccidental de la nación insular. Las personas que vivían a lo largo de las costas suroeste de Viti Levu informaron haber visto grandes olas en el mar, sin embargo, según el FMS, ninguna de estas olas inundó áreas terrestres. En Fiji tampoco se registraron daños a causa del ciclón Zoe.

## Consecuencias
La policía de las Islas Salomón retrasó los suministros durante días, ya que solicitaba un pago adicional antes de enviarlos a las islas. De los millones de dólares prometidos por Australia, al 4 de enero solo se habían proporcionado 270.000 dólares.
A los pocos días del paso de Zoe, el gobierno de las Islas Salomón declaró las islas afectadas como zonas de desastre. El 5 de enero se enviaron suministros de socorro desde Honiara y poco después llegó la ayuda internacional. Las Islas Salomón solicitaron asistencia a Nueva Zelanda, Australia y Francia. Durante casi una semana, los residentes de Tikopia sobrevivieron sin ayuda bebiendo leche de coco y comiendo lo que les quedaba de comida. El primer barco de socorro llegó finalmente a la isla el 6 de enero, trayendo suministros médicos y alimentos. Aunque los residentes de la isla no fueron advertidos antes de la llegada de Zoe, se observó que prestaron atención a las señales naturales de alerta y buscaron refugio en cuevas, sin que se produjeran pérdidas humanas. El 6 de enero se enviaron suministros adicionales a Anuta mediante un barco local.

## Nombre retirado
- Como resultado del impacto de este sistema, la Organización Meteorológica Mundial (OMM) retiró el nombre Zoe de las nombres de ciclones tropicales del Pacífico Sur.